# Flächenressourcenmanagement
Unter Flächenmanagement versteht man im Allgemeinen die unter ökonomischen und ökologischen Gesichtspunkten optimale Koordination von Angebot und Nachfrage nach bestimmten Flächenarten (beispielsweise Wohnbauflächen; Gewerbebauflächen) in einer Kommune oder Region.

## Begriffsklärung
Als Flächenressourcen können alle Flächen zusammengefasst werden, die innerhalb der bestehenden Siedlungsstruktur von Städten und Dörfern liegen und derzeit nicht- oder nur mindergenutzt sind:
1. Bauplätze/Baulücken (kurzfristig) sind alle Flächen, die aufgrund ihrer Größe (400–800 m²), ihres geordneten Parzellenzuschnitts, bestehender Erschließung und vorliegenden Planungsrechts (§ 34 BauGB) unmittelbar für Wohnbebauung geeignet sind. Ferner stehen keine sonstigen Probleme in Form bereits bestehender Gebäude oder etwa eines intensiven Waldbewuchses einer sofortigen Bebauung im Wege.
2. Nachverdichtungspotenziale (mittelfristig) sind Flächen im Innenbereich, die bereits eine Bebauung und Nutzung des Grundstückes vorweisen, welche aber bei weitem nicht der durch die Baunutzungsverordnung festgesetzten Obergrenze (GRZ und GFZ) entspricht. In den meisten Fällen existiert auf diesen Grundstücken die Möglichkeit, durch Teilung oder Bebauung in zweiter Reihe einen oder mehrere neue Bauplätze zu schaffen. Des Weiteren können auch Potenziale für vertikale Nachverdichtungen in Form von Gebäudeaufstockungen hierzu gezählt werden.
3. Umnutzungspotenziale (mittel- bis langfristig) sind Flächen, die in der Vergangenheit bereits einer Nutzung unterlagen, die mittlerweile jedoch aufgegeben wurde. Die brachliegenden Flächen können nun einer neuen Nutzung zugeführt werden. Hierbei kann es im Gegensatz zu den anderen Flächenressourcen jedoch häufig zu besonderen Problemen in Form von Altlasten, Gebäudebeständen, veralteten Erschließungsanlagen etc. und damit zu zusätzlichen Kosten bei der Revitalisierung kommen. Häufig auftretende Formen von Umnutzungspotenzialen sind aufgegebene Gewerbe- und Industriestandorte, Militärflächen, Bahnflächen sowie verfallene Wohn- und Landwirtschaftsbausubstanz in den Ortszentren.
4. Flächen mit Entwicklungspotenzial (langfristig) hingegen sind Grundstücke im Innenbereich, die nicht sofort bebaubar sind. Gründe hierfür können zum einen eine fehlende Erschließung, ein ungeeigneter Parzellenzuschnitt, eine nötige Bodenordnung bzw. Umlegung, vorhandene Bebauung durch kleinere Nebengebäude oder ein noch fehlende bauplanungsrechtliche Grundlage sein. Aufgrund ihrer Lage innerhalb der Siedlungsstruktur und zu bereits bestehenden Erschließungs- und Infrastrukturanlagen eignen sich diese Flächen aber für eine Entwicklung und bauliche Nutzung unter der Zielsetzung einer erfolgreichen Innenentwicklung.

## Kommunale Ebene
Führt man die obenstehenden Sachverhalte zusammen, ist kommunales Flächenressourcenmanagement als Strategie bzw. Instrument zu verstehen, unter dem Ziel einer aktiven Innenentwicklung den Bedarf nach unterschiedlichen Flächenarten soweit möglich zunächst durch den Bestand innerörtlicher Flächenpotenziale zu decken. Die gemeindliche Entwicklung soll zunächst auf den vorhandenen Bestand an Flächen im Innenbereich gelenkt werden, bevor neue Siedlungsflächen an den Ortsrändern erschlossen werden. Vorrangiges Ziel ist es hierbei, eine Reduzierung der Flächeninanspruchnahme zu erreichen.
Eine konsequente Ausnutzung vorhandener innerörtlicher Potentiale bietet den Kommunen eine Vielzahl an Chancen:
- Bodenschutz: im Sinne des ökologischen Gleichgewichts Erhalt des unvermehrbaren Gutes Boden und seiner lebenswichtigen Funktionen (Schadstofffilter; Reinigungspuffer im Wasserkreislauf; Klimaregulator) in seinem natürlichen, unversiegelten Zustand
- Freiraumschutz: Erhalt von Natur- und Kulturlandschaft in ihrer Funktion als Lebensraum von Flora und Fauna, Frei- und Erholungsraum für den Menschen und Produktionsraum von Land- und Forstwirtschaft
- Zuzug und Ansiedlung von Neubürgern in gewachsene Wohnviertel und damit Verbesserung der Integrationsmöglichkeit sowie Stärkung des sozialen und kulturellen Zusammenhalts und Lebens in der Kommune
- Ansiedlung von Unternehmen
- Effiziente Ausnutzung bestehender Infrastruktur im Innenbereich bei gleichzeitiger Vermeidung unnötiger neuer Infrastruktur im Außenbereich und damit Kostenersparnis für die öffentlichen Haushalte, insbesondere die Kommunen
- Erhalt bzw. Wiederherstellung lebendiger Stadt- und Dorfkerne durch Schaffung und Ansiedlung attraktiver Wohn- und Infrastrukturangebote im Innenbereich statt zunehmender Verlagerung dieser Funktionen an den Siedlungsrand und damit Erhalt und Steigerung der Standortattraktivität der Kommune (siehe Abb.) insgesamt

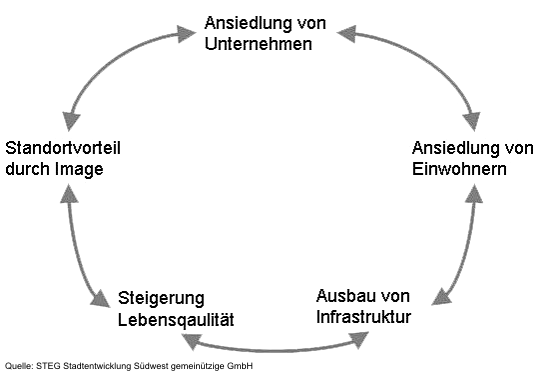
Erhalt und Steigerung der Standortattraktivität der Kommune (Quelle: STEG GmbH)

## Nachhaltige Innenentwicklung
Um die künftige Gemeindeentwicklung und den Bedarf an unterschiedlichsten Nutzflächen so weit möglich auf den Bestand an innerörtlichen Flächenpotenziale zu lenken und somit ein aktives Flächenressourcenmanagement zu betreiben, sind etliche Schritte notwendig.

### Bestandsaufnahme
Erfolgreiche Innenentwicklung ist nicht ohne fundiertes aktuelles Wissen über innerörtliche Nutzungspotenziale, deren Entwicklungsmöglichkeiten und Entwicklungschancen realisierbar. Grundlage ist ein Überblick über alle innerörtlichen Potenziale im gesamten Gemeindegebiet sowie das Vorliegen vielfältiger und aktueller Daten (Größe, Lage, Nutzung, Erschließung, Planungsrecht, Eigentümer, Altlasten, Restriktionen und Nutzungshemmnisse, Wert und Preis etc.) zu diesen Potenzialen. Diese Daten sind im Rahmen einer umfassenden Bestandsaufnahme als Grundlage eines Flächenressourcenkatasters (Begehung; Beschaffung und Sichtung bestehender Daten und Planunterlagen) zu erheben.

### Standortanalyse
Darauf aufbauend bedarf es einer intensiven Standortanalyse, welche der aufgenommenen Flächenpotenziale unter welchen Bedingungen (Nutzungsrestriktionen) für welche Nutzung besonders gut geeignet sind. Hierbei ist auch der aktuelle Bedarf bzw. die Marktsituation für unterschiedliche Flächennutzungsegmente zu beachten. Zudem ist auch bereits an diesem Punkt zu klären, welche Flächenpotenziale im Hinblick auf Erhalt und Steigerung der klein- und großräumigen Freiraum- und Aufenthaltsqualität in der Siedlung weiterhin von einer Bebauung freizuhalten sind.

### Kommunales Informationssystem
Damit diese Informationen zu Potenzialen und ihren Merkmalen einerseits stets tagesaktuell sind, d. h. fortgeschrieben werden können, und andererseits Flächen nach ganz spezifischen Merkmalen identifiziert und herausgefiltert werden können, ist im Anschluss an die Bestandsaufnahme ein kommunales Informationssystem aufzubauen und einzurichten. Hierfür bieten Geographische Informationssysteme (GIS) durch die Verknüpfung von Karte und Sachinformationen sowie daran anknüpfbare themenspezifische relationale Datenbanken eine geeignete Basis. Da bei dem Prozess des Managements und der Aktivierung von Flächenpotenzialen zumeist eine Vielzahl von Akteuren (Stadtplanungsamt, Liegenschaftsamt, Wirtschaftsförderung, Eigentümer, Interessenten und Investoren, externe Planungs- und Ingenieurbüros usw.) involviert ist, stellt hier auch der Einsatz von webbasierten GIS- und Datenbankprodukten eine ideale Lösung dar. Ohne Zusatzkosten und Softwareinstallation können alle Akteure mit Zugangsberechtigung sich benötigte Daten beschaffen, ggf. Daten fortschreiben und so auch Daten austauschen und miteinander kommunizieren. Darüber hinaus bietet sich so auch die Möglichkeit, die Flächen über das Internet zu vermarkten.

### Planungsphase
Anschließend folgt die Planungsphase. Hier sind aufbauend auf das städtebauliche Leitbild für die Gesamtgemeinde (falls vorhanden, ansonst hier auszuarbeiten) den aktuellen Flächenbedarf/Marktsituation sowie die Ergebnisse der erfolgten Standortanalyse Ziele, Strategien und Maßnahmen für die Nutzung und Aktivierung (Planungsrecht, Investition und Finanzierung …) der identifizierten Potenziale zu definieren. Hierbei müssen größere zusammenhängende innerörtliche Flächenareale als mögliche Impulsprojekte eine besondere Beachtung erfahren.

### Aktivierungsphase
Schließlich geht es in der Aktivierungsphase darum, die innerörtlichen Potenziale dem aktuellen Bedarf entsprechend ihrer zugedachten Nutzung zuzuführen und die in der Planungsphase formulierten Ziele und Strategien umzusetzen.

### Maßnahmen
Um das Flächenressourcenmanagement insgesamt voranzutreiben, sind unter anderem folgende Maßnahmen vorstellbar:
- Bürgerinformationsveranstaltung zwecks Sensibilisierung der Bevölkerung für das Thema Innenentwicklung, Flächenverbrauch, Ortskernvitalisierung; evtl. auch ganz zu Beginn des Prozesses bzw. zwecks Präsentation der Ergebnisse der Bestandsaufnahme durchzuführen
- ggf. Einrichtung einer Koordinations- und Beratungsstelle bei der Stadt: Koordination des Gesamtprozesses und der einzelnen Maßnahmen; Koordinations-, Kontakt- und Beratungsstelle für Flächeneigentümer (Anbieter) und Interessenten (Nachfrager); Fortschreibung und Pflege des Informationssystems
- Auflage problemspezifischer kommunaler Förderprogramme/Zuschüsse für Interessenten und Investoren bei der Aktivierung innerörtlicher Flächenpotenziale
- Veranstaltung von Immobilienbörse/-messe: einerseits Möglichkeit zur Präsentation aller kommunalen und privaten innerörtlichen Flächenangebote sowie möglicher Projekte, so weit von den Eigentümern gewünscht, vor einem breiten Publikum; andererseits Möglichkeit zur umfassenden Information für Interessenten und Investoren über derzeitige Flächenangebote; Knüpfung erster Kontakte und Info-austausch;
- Freischaltung von Teilen des Informationssystems als Immobilienplattform zwecks Standortmarketing und Flächenvermarktung über das Internet; ortsunabhängige Möglichkeit für Interessenten und Investoren sich über das gesamte Immobilienangebot zu informieren und exakt ihren Anforderungen entsprechende Flächen herauszufiltern

Darüber hinaus bedarf es auf die spezifische Problemsituation angepasste individuelle Maßnahmen bei der konkreten Aktivierung einzelner innerörtlicher Flächen/Flächenareale:
- Direktkontakt mit den Betroffenen: intensive und behutsame Eigentümergespräche
- Beratung von Interessenten und Investoren über Nutzungs- und Fördermöglichkeiten, Problembehandlung etc.
- Einsatz geeigneter städtebaulicher Instrumente und Förderprogramme (B-Plan; Abweichung; Befreiung; Sanierungs-, Entwicklungsmaßnahme; …)
- ggf. Zwischenerwerb einzelner Flächen durch die Kommune zwecks zielgerichteter Inwertsetzung, Vermarktung und Nutzung
- Projektentwicklung

### Erfolgskontrolle
Eine jährliche Erfolgskontrolle sollte anhand der Anzahl aktivierter Baulücken und Brachen Sinn, Strategie und Vorgehen des kommunalen Flächenressourcenmanagements prüfen und ggf. anpassen.